# Lednik Jangi-Daban
Lednik Jangi-Daban (ryska: Ледник Янги-Дабан) är en glaciär i Kirgizistan.   Den ligger i oblastet Batken, i den sydvästra delen av landet, 500 km sydväst om huvudstaden Bisjkek. Lednik Jangi-Daban ligger 3 971 meter över havet.
Terrängen runt Lednik Jangi-Daban är bergig. Runt Lednik Jangi-Daban är det glesbefolkat, med 13 invånare per kvadratkilometer. Det finns inga samhällen i närheten. Trakten runt Lednik Jangi-Daban är permanent täckt av is och snö.